# 尚邦沙尔
尚邦沙尔（法語：Chambonchard，法語發音：[ʃɑ̃bɔ̃ʃaʁ]）是法国克勒兹省的一个市镇，位于该省东部，和阿列省及多姆山省接壤，属于欧比松区。

## 地理
尚邦沙尔（46°9'57"N, 2°32'9"E）面积12.86 平方千米，位于法国新阿基坦大区克勒兹省，该省份为法国中部省份，位于法國中央高原西北部，北起安德尔省和谢尔省，西接维埃纳省，南至科雷兹省，东临多姆山省，东北与阿列省接壤。
与尚邦沙尔接壤的市镇（或旧市镇、城区）包括：小马尔什、圣马塞尔-昂马尔西亚、埃沃莱班、谢尔河堡。

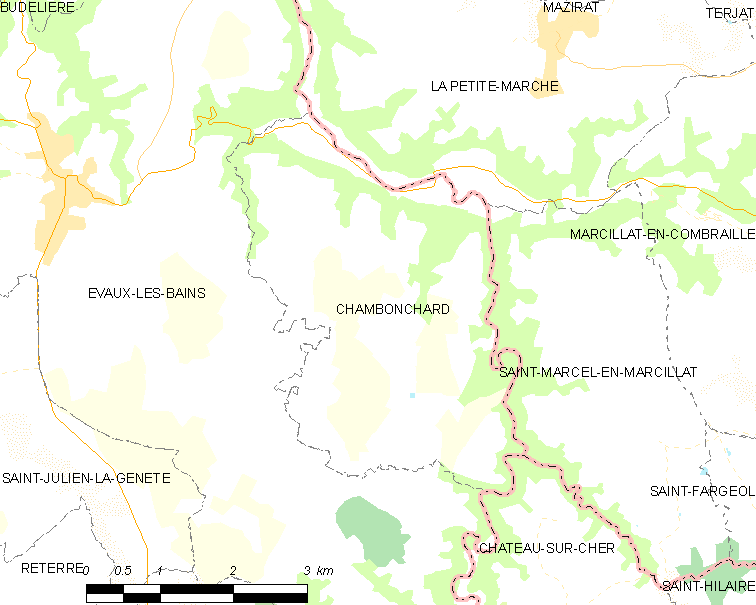
尚邦沙尔的OSM定位图

尚邦沙尔的时区为UTC+01:00、UTC+02:00（夏令时）。

## 行政
尚邦沙尔的邮政编码为23110，INSEE市镇编码为23046。

## 政治
尚邦沙尔所属的省级选区为埃沃莱班县。

## 人口

1962-2008年间尚邦沙尔人口变化图示

尚邦沙尔于2022年1月1日时的人口数量为79人。